# Rocca di Monfalcone
La Rocca di Monfalcone è una fortificazione posta sulla collina alle spalle dell'omonima città.

## Storia
Si ritiene che la rocca sia stata edificata da Teodorico, re degli Ostrogoti, intorno al 490, a testimonianza della sua vittoria su Odoacre, re degli Eruli, sull'Isonzo.
Già in precedenza tuttavia, la sommità del colle era stata sede di insediamenti umani; ne sono prova i resti ancor oggi visibili, dell'antico castelliere preistorico. Secondo l'Asquini il nome originario della rocca era “Verruca Montis Falconis” (traducibile in "sommità del monte Falcone"); in seguito il termine "verruca" fu contratto in quello di "rocca".
Dal 967 d.C., grazie alla donazione dell'imperatore Ottone I Monfalcone e la rocca passarono sotto il dominio del Patriarcato di Aquileia. 
La fortezza venne ufficialmente nominata per la prima volta in alcuni documenti nel 1289 durante la guerra tra la Repubblica Serenissima e i feudatari della Contea di Gorizia e del Ducato di Carinzia. Essa passò alla Contea di Gorizia nel 1409 per opera del conte Enrico d'Ortenburg.
Il dominio goriziano non durò a lungo: finì nel 1420 con la conquista del territorio di Monfalcone da parte della Repubblica Veneta. Lavori di rinforzo della rocca, che ora ospitava la guarnigione prima di stanza al castello di Belforte, vennero eseguiti a più riprese nel 1431, 1436, 1457, 1462; le mura vennero riparate e dotate di parapetto. La fortezza fu più volte assalita dai Turchi senza tuttavia esser conquistata. Una delle rare volte in cui venne espugnata fu nel 1514 quando mercenari della Lega di Cambrai uccisero i fanti di guarnigione posti a sua difesa. Nel 1525 la rocca di Monfalcone tornò in mano ai Veneti (come si può leggere sulla lapide incisa sulla porta della torre). Su interessamento di Giovanni Diedo, podestà di Monfalcone, si effettuarono importanti lavori per adatte il fortilizio ai combattimenti con le armi da fuoco, ristrutturandolo dalle fondamenta e realizzando, al centro, una torre quadrata di pietra per lo stoccaggio della polvere da sparo.
Alla fine del XVI secolo la fortezza perse la sua funzione di difesa (era stata costruita la fortezza di Palmanova) e divenne luogo di vedetta sui confini orientali della Repubblica. Ciò non impedì il saccheggio della città e della rocca stessa da parte degli Uscocchi nel 1615. Il presidio stabile veneziano vi alloggiò fino al 1797, anno della caduta della Repubblica Veneta ad opera di Napoleone. Abbandonata per lunghissimo tempo, subì le offese del primo conflitto mondiale; negli anni compresi tra il 1950 e il 1955 fu restaurata dalla Soprintendenza ai Monumenti e dal 1968 essa è stata affidata alle cure del Gruppo Speleologico Monfalconese "Amici del Fante" che, due anni dopo, inaugurò un museo paleontologico, in seguito trasferito nel centro della città e sostituito dall'attuale museo speleologico.

## Il museo
Il museo della Rocca di Monfalcone è il coronamento delle ricerche e degli studi effettuati dal “Gruppo Speleologico Monfalconese A.d.F.” in ambito speleologico, geologico, paleontologico e storico nel corso degli anni. L'esposizione permanente di carattere speleologico è situata sulla cima del colle della Rocca; la direzione e i laboratori del museo sono invece situati in città, in via Valentinis 134.
Il “Gruppo Speleologico Monfalconese A.d.F.”, fondato nel 1948, si è occupato principalmente di cavità sotterranee; nei primi anni recuperando corpi di militari e civili gettati nelle “foibe”, poi esplorando e studiando le cavità naturali, che contano nel Friuli-Venezia Giulia più di 7000 grotte. Ciò ha favorito l'istituzione della realtà museale che si propone come guida didattica alla conoscenza delle cause e dei fenomeni che generano il carsismo, aspetto caratteristico della regione giuliana. 
Il “Gruppo Speleologico Monfalconese A.d.F.” si occupa anche di una intensa attività divulgativa nelle scuole con interventi nelle loro sedi e visite guidate agli ambienti più caratteristici.